# La regina di Venere
La regina di Venere (Queen of Outer Space) è un film statunitense di fantascienza del 1958 diretto da Edward Bernds.

## Trama
A causa di un'avaria dell'astronave sulla quale una spedizione terrestre viaggia attraverso gli spazi siderali, alcuni astronauti precipitano rovinosamente sul pianeta Venere.
Fortunosamente sopravvivono, facendo loro malgrado conoscenza della regina Yllana, una feroce e spietata despota che governa con pugno di ferro una società di tipo matriarcale, composta da sole donne, peraltro tutte molto giovani, procaci e attraenti.
La regina, bellissima anch'essa, ha però il volto travisato da una particolare maschera dorata, che indossa perennemente, poiché il suo volto è stato in passato sfigurato dagli effetti delle radiazioni nucleari, e ha fatto dell'odio nei confronti del sesso maschile la sua unica e imprescindibile ragione di vita.
Con un futile pretesto fa quindi prigionieri tutti i membri della spedizione terrestre e li fa condannare a morte, poiché rei di appartenere all'altro sesso.
La loro sorte pare dunque segnata, ma proprio quando tutto sembra perduto, inaspettatamente, in loro soccorso giunge Talleah, una bellissima venusiana che si è invaghita di un prigioniero, membro della spedizione. Talleah sobilla allora una rivolta contro la feroce Yllana, che riesce a detronizzare, ponendo fine al suo regno.
I membri della spedizione terrestre sopravvivono e, godendo della piacevole compagnia di uno stuolo di bellissime donne, per più di un anno rimangono in attesa della spedizione che partita dalla Terra li raggiunga, per recuperarli e ricondurli sul pianeta natio.

## Produzione
La produzione riciclò i costumi e le uniformi dal precedente film fantastico di successo Il pianeta proibito del 1956, incluso il pastrano nero indossato dal Professor Morbius; modelli, set ed effetti speciali dal film di Bernds Mondo senza fine (World Without End, 1956), l'usuale filmato di repertorio di un missile Atlas e un modello di nave a razzo usata dai Bowery Boys in Paris Playboys (1954) che era co-sceneggiato da Bernds e Ullman.

## Critica
(Fantafilm)